# 吉俊民
吉俊民（1961年8月—），陕西乾县人，清华大学毕业后留校工作，2013年5月任清华大学副校长，兼任总务长，主要从事高等教育管理研究。